# Xorides humeralis
Xorides humeralis là một loài tò vò trong họ Ichneumonidae.